# Pedrógão Grande
Pedrógão Grande es una villa portuguesa en el Distrito de Leiría, região Centro y comunidad intermunicipal de Leiría.

## Geografía
Es sede de un municipio con una superficie de 128,59 km² y 3391 habitantes (2021), subdividido en 3 freguesias. El municipio limita al noroeste con el municipio de Castanheira de Pêra, al este con el de Góis y Pampilhosa da Serra, al sureste por Sertã y al oeste por Figueiró dos Vinhos.

## Demografía
| Gráfica de evolución demográfica de Pedrógão Grande entre 1801 y 2021 |
|                                                                       |
| Datos según el nomenclátor publicado por el INE portugués.            |

## Freguesias
Las freguesias de Pedrógão Grande son las siguientes:
- Graça
- Pedrógão Grande
- Vila Facaia

## Incendio de 2017
Pedrógão Grande se hizo tristemente famoso a nivel internacional por el devastador incendio forestal que arrasó el entorno de este municipio en junio de 2017, cobrándose la vida de 64 personas y dejando 153 heridos. 
El día 20 de junio de 2017 se especuló con la posibilidad de la caída de un hidroavión durante las labores de extinción. Más tarde, fuentes del gobierno luso lo desmintieron. La superficie quemada fue de aproximadamente 30.000 hectáreas.